# اوریزویل (نیویورک)
اوریزویل (به انگلیسی: Auriesville) یک منطقهٔ مسکونی در ایالات متحده آمریکا است که در شهرستان مونتگومری، نیویورک واقع شده‌است. اوریزویل ۹۵٫۱ متر بالاتر از سطح دریا واقع شده‌است.